# Compagnie minière de Saint-Renan
La Compagnie minière de Saint-Renan (COMIREN), compagnie minière finistérienne fondée par Charles Pavot, exploita les gisements d'étain situés dans les vallées de l'ouest du Léon, en particulier dans les communes de Saint-Renan et de Bourg-Blanc, entre 1960 et 1975.

## Origine
La découverte, à Saint-Renan, d'un gisement alluvionnaire de cassitérite (dioxyde d'étain) eut lieu quand Charles Pavot et Elie Helies, tous deux résidents d'Argenton en Landunvez à l'époque, faisaient de la prospection d'uranium pour la compagnie SAPEM (Société Armoricaine de Prospection et d'Exploitation Minière) de Charles Pavot.
C'est cette découverte, à la fois remarquable et inattendue, qui fut à l'origine de la création de la COMIREN. Elie Helies a été un proche collaborateur de Charles Pavot durant de très nombreuses années, à la SAPEM et ensuite, à la COMIREN. Lorsque cette dernière a fermé, Charles Pavot et son équipe l’ont reconvertie en entreprise de travaux publics, forts de leur expérience du dragage. Charles Pavot conserva l’acronyme de SAPEM mais en changea la signification, qui devint Société d'Aménagement Portuaire, d'Entreprises et de Mines.

## Géologie
L'Ildut, avant d'être un aber, est une rivière qui serpente sur une vingtaine de kilomètres et arrose la basse ville de Saint-Renan, dans le lit d'un ancien fleuve, qui selon certaines hypothèses est un des anciens lits de l'Aulne, et les alluvions qui tapissent le fond de la vallée sont richement pourvus en cassitérite, un minerai riche en étain.

## Histoire
Si la cassitérite fut longtemps un minerai recherché, et le gisement de Saint-Renan connu depuis l'Antiquité, l'exploitation de la deuxième moitié du XXe siècle résulte d'une coïncidence. Les prospecteurs, originellement, recherchaient de l'uranium. Mais ils se rendirent surtout compte que la quantité de cassitérite présente dans les filons de quartz issus du granit stannifère (riche en étain) qui tapissent le secteur pouvait fructueusement être exploitée
Après cette campagne de prospection, est créée la compagnie minière de Saint-Renan, qui exploitera les gisements les plus riches, excavant le fond des marais tapissant la vallée sur une profondeur de 8 à 10 m à l'aide d'une drague américaine, nommée Ellicot, d'un rendement de 2 000 m3 par jour. Jusqu'à 130 personnes travaillent nuit et jour sur le site.
Ce haut rendement vaudra à Saint-Renan le surnom de capitale européenne de l'étain, mais épuisera le gisement dès 1975, après l'extraction de l'équivalent de 4 000 t de métal pur pour 6 000 t de minerai exploitable. Les autres matériaux extraits, environ 700 000 m3 par an, ont été diversement utilisés, surtout pour les travaux publics, et cette exploitation a eu le grand mérite d'assainir un fond de vallée jusqu'alors marécageux et inculte.
De l'exploitation restent des lacs qui tapissent la vallée. Il s'agit des lacs nommés :
- Comiren (exploitation abandonnée en 1964)
- Tréoualen[5] (1965)
- Lannéon (1967)
- Poulinoc (1967)
- Ty Colo (1974)
- Pontavennec[6]

À noter qu'outre l'Aber-Ildut à Saint-Renan, d'autres sites furent également exploités par la Comiren durant les années 1970, dont celle de l'affluent de l'Aber-Benoît qui arrose Bourg-Blanc, comme en témoignent la douzaine de lacs vestiges de l'exploitation : l'un d'entre eux constitue aujourd'hui le plan d'eau qui baigne le parc de loisirs La Récré des 3 Curés (commune de Milizac), deux autres sont le centre d'un parc aménagé par la commune de Bourg-Blanc.
Après 1975, la compagnie devint la Société Intermines, devenue SIMURA, et exploite désormais des carrières sur les sites de Bodonou à cheval sur Plouzané, Guilers et Brest, à quelques kilomètres en amont de Saint-Renan, mais avec l'unique vocation de produire du sable et du gravier.
En 2005, Lafarge Granulats Ouest est devenu propriétaire de la sablière de Bodonou, sablière qui constitue le seul gisement d'importance de sable de qualité du Finistère, produisant 200 000 t/an,.